# Adala von Bayern

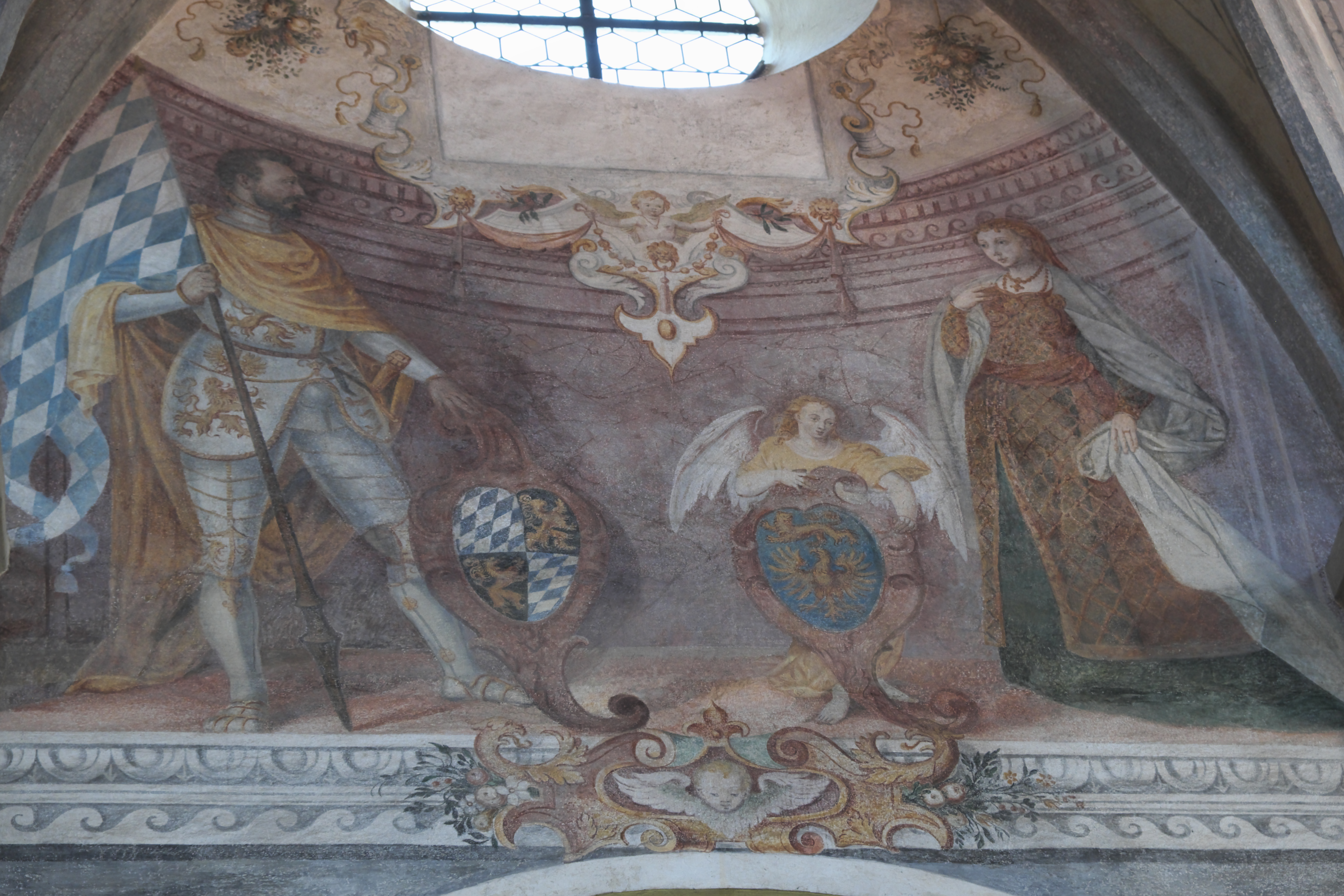
Adala und ihr Gemahl Aribo I. als Stifter auf einem Fresko in der Kirche des ehemaligen Klosters Seeon

Adala (um 960; † 7. September nach 1020) war Pfalzgräfin von Bayern sowie Gräfin im Chiemgau.
Sie war die älteste Tochter von Pfalzgraf Hartwig I. und Wichburg von Bayern. Sie war mütterlicherseits auch eine Cousine (2. Grades) von Kaiser Heinrich II.
In erster Ehe war sie verheiratet mit dem Aribonen Pfalzgraf Aribo I. († nach 1000), in zweiter mit dem Sieghardinger Graf Engelbert III. vom Chiemgau († 1020). Dies schuf die enge Verwandtschaft zwischen Aribonen und Sieghardingern und erklärt die jeweiligen späteren Besitznachbarschaften von Aribonennachfolgern und z. B. Peilsteinern als letzten Sieghardingern bei Leoben, im westlichen Grazer Feld und im Laßnitztal.
Im Jahre 994 war Adala mitbeteiligt an der Gründung des Klosters Seeon durch ihren Gatten, zehn Jahre später, 1004 – Aribo war bereits gelähmt und rechtsunfähig – stiftete sie auf seinen Wunsch gemeinsam mit ihrem Sohn Aribo, dem späteren Erzbischof von Mainz, das Nonnenkloster Göss.

## Nachkommen
Aus der ersten Ehe mit Aribo I. († nach 1000):
- Hartwig II. († 1027), Pfalzgraf von Bayern
- Aribo († 1031), Erzbischof von Mainz
- Wigburg († als Kind)
- Wichburg (auch Wigburg), Äbtissin der Benediktinerinnen-Abtei Altmünster in Mainz
- Chadalhoch († 1030), Graf im Isengau
- Hildburg, ⚭ Arnold I. von Wels-Lambach († nach 1020)
- Kunigunde († nach 1020), Äbtissin von Göss
- Eberhard/Eppo/Ebrohard, Graf im Isengau (995), Graf im Leobental (1044)

Aus der zweiten Ehe mit Engelbert III. († 1020):
- Sieghart/Sizo VII. (X Menfö 1044), ⚭ Pilihild/Bilihild von Andechs
- Friedrich († 1023), Diakon
- Hartwig († 1039), Bischof von Brixen
- Engelbert IV. († 1040) ⚭ Liutgard († 1066/77), Tochter von Graf Werigand von Istrien-Friaul